# O Melhor da Adoração
O Melhor da Adoração é a primeira coletânea musical do Koinonya, lançada em 1994. O disco reúne canções gravadas nos primeiros discos da banda em formato CD. A obra foi distribuída de forma independente.

## Faixas
1. "Ao Único"
2. "Tu És Soberano"
3. "Aliança"
4. "Adoração"
5. "Quem Pode Livrar"
6. "Te Agradeço Oh Pai"
7. "Sara Senhor Esta Nação"
8. "Os Pequeninos"
9. "Digno É o Senhor"
10. "Espírito de Deus"
11. "Sala do Trono"
12. "À Sombra de Tuas Palavras"
13. "Geração Ferida"
14. "Te Louvamos"
15. "Oferta de Amor"
16. "Digno"
17. "Leão de Judá Prevaleceu"
18. "Tua Senhor É a Força"